# Phigalia deplorans
Phigalia deplorans är en fjärilsart som beskrevs av John G. Franclemont 1938. Phigalia deplorans ingår i släktet Phigalia och familjen mätare. Inga underarter finns listade i Catalogue of Life.